# بلا پورچ
دنری باتیسا تیلور (به انگلیسی: Denarie Bautista Taylor) (زاده‌شده به نام بلیندا مری مکادنگدنگ باتومباکال در ۹ فوریهٔ ۱۹۹۷) که بیشتر با نام هنری بلا پورچ (به انگلیسی: Bella Poarch) (‎/pɔːrtʃ/‎ PORCH) شناخته می‌شود، اینفلوئنسر و خوانندهٔ آمریکایی می‌باشد. او در ۱۷ اوت سال ۲۰۲۰ پربازدیدترین ویدئوی لایک‌شده در تیک‌تاک را منتشر کرد؛ که در آن با «ام به بی» اثر رپر بریتانیایی میلی بی هم‌خوانی می‌کرد.
بلا پورچ تا تاریخ ۴ ژوئیه ۲۰۲۵ در تیک‌تاک دارای ۹۳٫۵ میلیون دنبال‌کننده است و پس از خابی لیم، چارلی دی‌آملیو و مستربیست در جایگاه چهارم پرطرفدارترین افراد این پلتفرم قرار دارد. او در مهٔ سال ۲۰۲۱ با وارنر رکوردز قرارداد ضبط موسیقی امضا کرد و نخستین تک‌آهنگ خود را تحت عنوان «هرزهٔ سفارشی» منتشر نمود.